# Szymon Banaszak
Szymon Banaszak – polski inżynier, doktor habilitowany nauk technicznych.

## Życiorys
W 2001 r. ukończył studia elektrotechniczne w Politechniki Szczecińskiej, w 2006 r. obronił pracę doktorską Badania starzeniowe trakcyjnych izolatorów kompozytowych, której promotorem był dr hab. Lech Subocz, w 2017 r. habilitował się na podstawie pracy zatytułowanej Ocena stanu mechanicznego części aktywnej transformatorów.
Pracuje w Zachodniopomorskim Uniwersytecie Technologicznym w Szczecinie.